# Thierry Tulasne
Thierry Tulasne (n, 12 de julio de 1963 en Aix-les-Bains, Francia) es un jugador de tenis con nacionalidad francesa. En su carrera ha conquistado cinco torneos a nivel ATP, su mejor posición fue N.º 10 en agosto de 1986.

## Títulos (5; 5+0)

### Individuales (5)
| Leyenda                |
| Grand Slam (0)         |
| Tennis Masters Cup (0) |
| ATP Masters Series (0) |
| ATP Tour (5)           |

| N.º | Fecha | Torneo    | Superficie    | Oponentes en la final | Resultado               |
| --- | ----- | --------- | ------------- | --------------------- | ----------------------- |
| 1.  | 1981  | Båstad    | Tierra batida | Anders Järryd         | 6–2, 6–3                |
| 2.  | 1985  | Bolonia   | Tierra batida | Claudio Panatta       | 6–2, 6–0                |
| 3.  | 1985  | Palermo   | Tierra batida | Joakim Nyström        | 6–2, 6–0                |
| 4.  | 1985  | Barcelona | Tierra batida | Mats Wilander         | 0–6, 6–2, 3–6, 6–4, 6–0 |
| 5.  | 1986  | Metz      | Dura          | Broderick Dyke        | 6–4, 6–3                |